# 전라남도목포교육지원청
전라남도목포교육지원청(全羅南道木浦敎育支援廳, Mokpo Office of Education)은 전라남도 목포시의 교육을 담당하기 위해 전라남도교육청 산하에 설치된 기관이다.
교육장은 장학관으로 보한다.

## 연혁
- 1952.06.04. 교육자치제 실시로 목포교육청 발족 (2과:학무과,서무과)
- 1977.01.20. 목포시 명륜동 10번지로 교육청사 신축 이전
- 1991.03.26. 지방교육 자치에 관한 법률 시행으로 기관명칭 변경(전라남도목포교육청)
- 1995.03.08. 목포시 죽교동 300번지로 교육청사 임시 이전
- 1996.07.02. 목포시 상동 972번지 현청사로 신축이전
- 2009.09.29. 목포특수교육지원센터 개소
- 2010.09.01. 지방교육자치에 관한 법률 시행으로 기관명칭 변경(전라남도목포교육지원청)

## 산하 기관

### 유치원
| - 목포서부유치원 - 목포옥암유치원 - 목포백련유치원 | - 가나유치원 - 노엘유치원 - 목포썸머힐유치원 - 몬테소리유치원 - 새봄유치원 - 색동유치원 - 성심유치원 - 숲속아일랜드유치원 - 이지차일드유치원 - 일오삼유치원 - 즐거운유치원 - 한나숲유치원 - 해바라기유치원 - 엔젤유치원 - 노블키즈유치원 |

### 초등학교
| - 광주교육대학교 목포부설초등학교 - 목포남초등학교 - 목포대성초등학교 - 목포대연초등학교 - 목포동초등학교 - 목포미항초등학교 - 목포부영초등학교 - 목포북교초등학교 - 목포산정초등학교 - 목포부주초등학교 | - 목포삼학초등학교 - 목포상동초등학교 - 목포서부초등학교 - 목포서산초등학교 - 목포서해초등학교 - 목포석현초등학교 - 목포신흥초등학교 - 목포애향초등학교 - 목포백련초등학교 | - 목포연동초등학교 - 목포연산초등학교 - 목포영산초등학교 - 목포옥암초등학교 - 목포용해초등학교 - 목포용호초등학교 - 목포유달초등학교 - 달리분교(휴교) | - 목포이로초등학교 - 목포임성초등학교 - 목포중앙초등학교 - 목포청호초등학교 - 목포하당초등학교 - 목포한빛초등학교 - 목포항도초등학교 |

### 중학교
| - 목포덕인중학교(사립 남학교) - 목포애향중학교 - 목포여자중학교(공립 여학교) - 목포영화중학교 | - 목포옥암중학교 - 목포유달중학교 - 목포정명여자중학교(사립 여학교) - 목포제일중학교(공립 남학교) | - 목포중앙여자중학교(공립 여학교) - 목포청호중학교 - 목포하당중학교 - 목포항도여자중학교(공립 여학교) | - 목포혜인여자중학교(사립 여학교) - 목포홍일중학교(사립 남학교) - 문태중학교 - 영흥중학교 |

### 고등학교
| - 목포고등학교(공립 남학교) - 목포여자고등학교(공립 여학교) - 목포제일여자고등학교(공립 여학교) - 목상고등학교 | - 문태고등학교 - 목포홍일고등학교(사립 남학교) - 영흥고등학교 - 목포덕인고등학교(사립 남학교) | - 목포마리아회고등학교(사립 남학교) - 목포정명여자고등학교(사립 여학교) - 목포혜인여자고등학교(사립 여학교) - 목포공업고등학교 | - 목포여자상업고등학교(사립 여학교) - 목포성신고등학교 - 목포중앙고등학교 |

## 같이 보기
- 교육부
- 전라남도
- 전라남도청
- 전라남도교육청